# Cinq baigneuses au lac

Cinq baigneuses au lac (allemand : Fünf Badende am See) est un tableau expressionniste du peintre allemand Ernst Ludwig Kirchner.